# Аугамбаев, Аден
Аугамбаев Аден (1900 — 1961) — советский казахский партийный деятель.

## Биография
Родился в Шетском районе, Каркаралинского уезда.
Трудовую деятельность начал в 13 лет, работал горнорабочим на Спасском заводе Акмолинской области.
Батрак в хозяйствах Карагандинской области (1917—1928 г.г.). Затем горнорабочий Успенского рудника (1928—1929).
В 1929 году одним из первых вступил в члены колхоза Ельтай, Ворошиловского района, Карагандинской области, в котором проработал по 1941 год.
Председатель правления колхоза «Первое Мая» Тельманского района (1941—1946), занимался засыпкой семенного фонда, вел озимый сев, организовывал пахоту зяби, сдачу хлеба государству.
С мая 1946 по 1954 годы председатель Токаревского сельского совета, затем возглавлял Уштюбинский и Ельтайский сельсоветы. С 1954 года и до конца трудовой деятельности (7 лет) заместитель председателя правления в колхозе «Победа».
Член КПСС (ВКП(б)) с 1930 года, избран делегатом 1 съезда Коммунистической партии большевиков Казахстана (с 5 по 12 июня 1937 г., г. Алма-Ата).
Делегат от Карагандинской области Казахской ССР на XVIII съезде ВКП(б) (с 10 по 21 марта 1939 г.).
Депутат областного Совета депутатов трудящихся Ворошиловского райсовета и Ельтайского сельсовета (1939 −1947).
Депутат Зеленобаловского сельсовета и Тельманского районного Совета депутатов трудящихся (1947—1959).
Награждён орденом «Трудового Красного Знамени», медалями «За трудовое отличие» (15.03.1939 г.), «За доблестный труд в Великой Отечественной войне 1941—1945 гг.», «За освоение целинных земель».
Был делегатом седьмого республиканского съезда потребительской кооперации Казахстана (апрель 1958 г., Алма-Ата),